# Saint-Louis, Guadeloupe
Saint-Louis là một xã ở lãnh thổ hải ngoại Guadeloupe, Pháp. Xã này có diện tích 56,28 km², dân số năm 1999 là 2997 người. Saint-Louis nằm ở phía bắc của đảo Marie-Galante, Ở đây có nhiều bãi biển dọc theo bờ tây của Saint-Louis.

## Liên kết ngoài

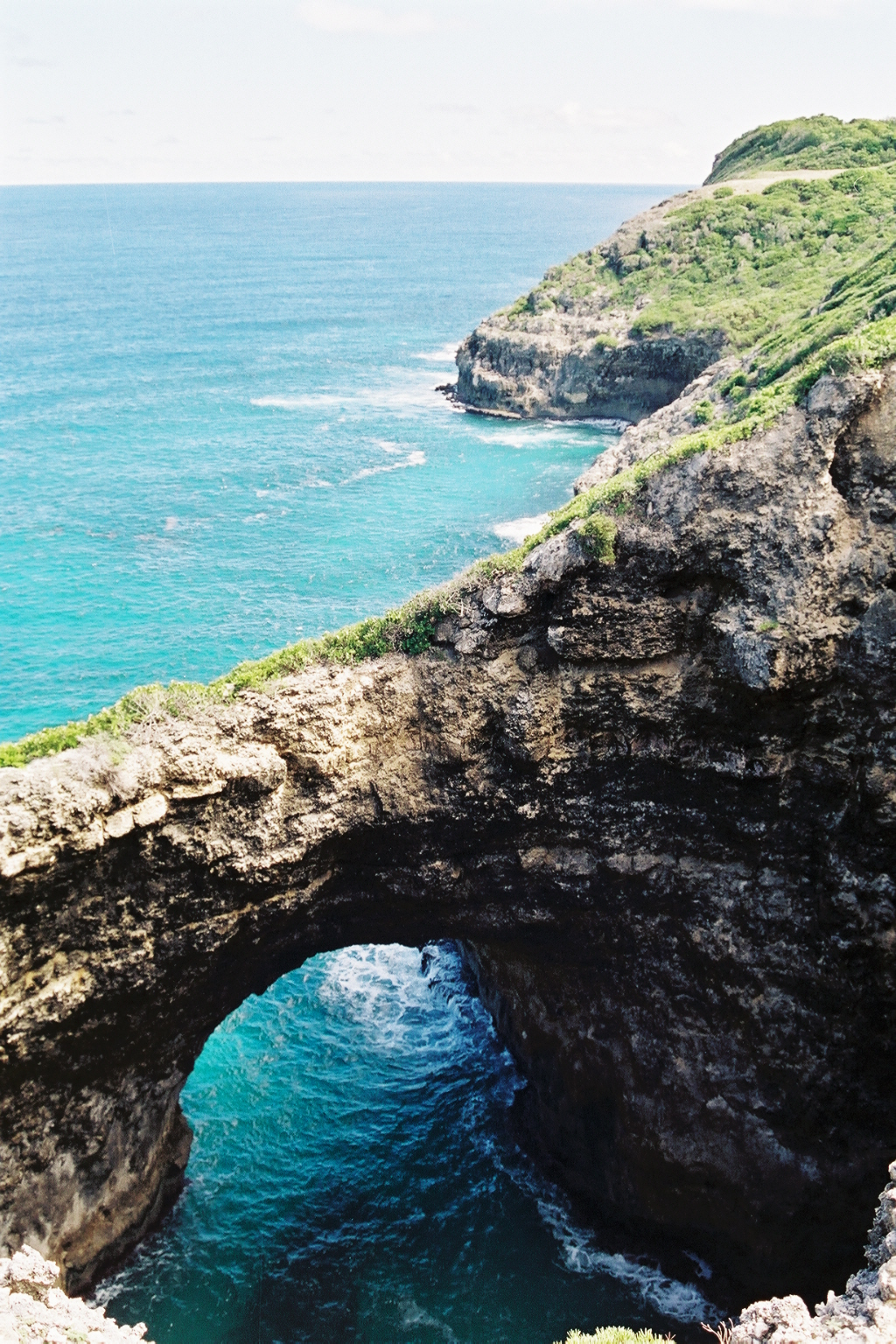
Gueule Grand-Gouffre